# Das Beten Daniels des Gefangenen

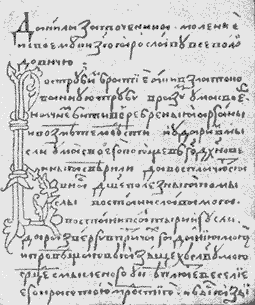

Das Beten Daniels des Gefangenen (russisch Моление Даниила Заточника / Transliteration: Molenie Daniila Zatočnika) ist ein mittelalterliches russisches Epos des 13. Jahrhunderts. 
Der Text wurde in der Form eines Briefes an Jaroslaw II. Wsewolodowitsch, Fürst von Susdal, geschrieben. Der Autor scheint in großen Nöten zu sein und bittet den Fürsten um Hilfe, wobei er diesen als Anwalt aller Landsleute darstellt. Einige russische Forscher sehen deshalb den Text als ersten Versuch eines altrussischen sozialen und politischen Journalismus. „Das Beten Daniels des Gefangenen“ ist eine Mischung aus Bibelzitaten, Chroniken und satirischen Elementen, gerichtet gegen die Bojaren und den Klerus. 
Russische Historiker deuten an, dass „Das Beten Daniels des Gefangenen“ auf dem früheren Text „Das Wort Daniels des Gefangenen“ (Слово Даниила Заточника) aus dem 12. Jahrhundert basieren könnte. Allerdings konnte bis heute weder die chronologische Reihenfolge noch der Zusammenhang beider Texte noch der Autor geklärt werden. 